# Aborto en Guerrero
La Interrupción Legal del Embarazo en Guerrero refiere al status legal que tiene la llamada ILE en ese estado mexicano, donde el aborto inducido está totalmente despenalizado desde mayo de 2022 a petición de cualquier mujer gestante en la entidad hasta las duodécima semanas de embarazo; además de las causales de violación, imprudencial, daño a la salud, alteración al producto y fecundación asistida indebida. Igualmente, el procedimiento puede realizarse después del límite legal si durante los primeros 3 meses de embarazo el gestante con intención de abortar no pudo hacerlo porque una autoridad se lo negó.
Guerrero es la novena entidad federativa en México en despenalizar el aborto, y la quinta en armonizar sus leyes desde las jurisprudencias de 2021 y 2023 de la Suprema Corte de Justicia de la Nación (acciones de inconstitucionalidad AI 148/2017, AI 106/2018, AI 107/2018 y AI 54/2018; amparo en revisión AR 267/2023). La armonización de su Ley de Salud aún está pendiente por lo que se deberían utilizar los lineamientos federales para subsanar los vacíos y lagunas jurídicas sobre diversos temas y protocolos.

## Marco Normativo actual
|  |  |
|  |  |

### Regulación penal
| Artículo | Concepto                        | Descripción |
| -------- | ------------------------------- | --- |
| 79.º     | Delitos culposos.               | Aborto forzado sin violencia. |
| 154.º    | Definición de aborto            | Aborto es la interrupción del embarazo. |
| 155.º    | Sanciones por aborto consentido | Colaborador: 6 meses a 2 años de prisión. Después del límite legal y con excepción de las excluyentes de responsabilidad (sanciones inválidas por sentencia AI 148/2017 de la SCJN). |
| 156.º    | Definición de aborto forzado    | Interrupción del embarazo sin consentimiento de la mujer o la persona gestante en cualquier momento de la gestación. |
| 156.º    | Sanciones por aborto forzado    | 3 a 8 años de prisión (si se emplea violencia física o moral aumenta de 6 a 9 años). |
| 157.º    | Sanciones por aborto forzado    | Suspensión profesional por un tiempo igual a la pena en cárcel (personal de medicina, enfermería o matronería). |
| 159.º    | Causales del aborto legal       | Excluyentes de responsabilidad: I violación y fecundación asistida indebida, II peligro de muerte y daño a la salud, III alteración al producto, IV imprudencial, V obstaculización por parte de una autoridad. |
| 159.º    | Causales del aborto legal       | En cualquier caso, el personal de los servicios de salud debe brindar a la o al paciente información objetiva, oportuna, suficiente y veraz sobre las consecuencias, efectos, procedimientos y riesgos. En la fracción I no es necesaria denuncia previa ante el Ministerio Público. En las fracciones II y III sólo se necesita el juicio de una o un profesional de la medicina. |

## Historia

### Despenalización
El 5 de mayo de 2014, durante la LX legislatura del Congreso del Estado de Guerrero, se ingresó para consideración un proyecto para despenalizar y legalizar el aborto electivo hasta el primer trimestre de embarazo a través de una reforma al Código Penal para el Estado Libre y Soberano de Guerrero y la Ley número 1212 de Salud del Estado de Guerrero. Las personas impulsoras del dictamen fueron el entonces gobernador Ángel Aguirre Rivero, procedente del Partido de la Revolución Democrática (PRD, partido mayoritario en el congreso local que solía clasificarse como izquierda progresista en el espectro político mexicano), así como Rosario Herrera Ascencio, titular de la Secretaría de la Mujer (SEMUJER), y Silvia Castillo Salgado, directora del Instituto Guerrerense de Derechos Humanos A.C. Fue revisado por las comisiones de Equidad de Género, la de Justicia y la de Salud; que debían ratificarlo el día 15 del mismo mes después de realizar una serie de foros y consultas para conocer la opinión de expertos y de la ciudadanía (tanto a favor como en contra).
Lo anterior no sucedió debido a la fuerte campaña de represión, hostigamiento y descalificación que se dio al interior y al exterior de aquellas reuniones. Por un lado, diversas colectivas y organizaciones feministas y de derechos humanos apoyaron la posición permisiva del gobierno local; mientras que grupos y asociaciones religiosas asumieron posturas restrictivas. El Partido Acción Nacional (PAN, partido minoritario en el congreso local y que suele clasificarse como derecha conservadora en el espectro político mexicano) también se unió a las críticas y hostilidades. Buscaron entonces cabildear con otros grupos parlamentarios para evitar que la reforma se aprobara. Así, el Partido Revolucionario Institucional (PRI, partido que suele clasificarse como centro ya que ha aglutinado facciones socialdemócratas y neoliberales del espectro político mexicano) y una parte del grupo parlamentario del PRD terminaron apoyando a los antiderechos. Tanto la presidencia de la comisión de Equidad de Género (la perredista Ana Lilia Jiménez Rumbo) como la de la comisión de Justicia (el panista Jorge Camacho Peñaloza) promovieron una contrapropuesta para desechar la iniciativa del exgobernador y que la votación en el pleno se centrara en el rechazo a la despenalización. De esta manera, el día 11 de junio de 2014, las tres comisiones implicadas avalaron el nuevo dictamen negativo. De los 14 legisladores que las componían, 9 votaron a favor, 4 en contra y 1 se abstuvo. Se tenía planeado que la nueva iniciativa restrictiva pasara al pleno el día 16 de junio del mismo año, pero nunca ocurrió, ya que, si era rechazado por la mayoría, el dictamen se regresaría al ejecutivo local para que este realizara una nueva propuesta. Si bien SEMUJER anunció que seguiría insitiendo en la despenalización y legalización del aborto voluntario, agotando todas las instancias pertinentes para sacar adelante el proyecto original, el tema no volvió a ser retomado. 
Fue hasta el 12 de enero de 2022, durante la LXIII legislatura del Congreso del Estado de Guerrero, que se volvió a turnar otro dictamen para modificar únicamente el Código Penal. Todos las personas impulsoras la nueva propuesta correspondían al Movimiento de Regeneración Nacional (Morena, partido mayoritario en el congreso local que suele clasificarse como izquierda populista en el espectro político mexicano) conformado por las diputadas Gloria Citlali Calixto Jiménez, Beatriz Mojica Morga y Nora Yanek Velázquez Martínez. Esta vez, únicamente fue examinado por la comisión de Justicia que lo revalidó de manera satisfactoria el 28 de abril del mismo año. El proceso legislativo en la entidad requiere que el dictamen sea analizado ante el pleno en dos sesiones. La primera lectura se dio el día 4 de mayo de 2022, a pesar de que la noche del día anterior se había decidido retirarlo de la agenda. La segunda lectura debía darse el día 11 de mayo del mismo año, pero se retrasó para que se realizara un día después. Como la sesión se llevó de manera virtual, las y los legisladores del pleno no pudieron depositar sus votos. Fue hasta el 17 de mayo de 2022 cuando finalmente se aprobó por completo. El sufragio fue por cédula por lo que se hizo de manera anónima sin registrar la identidad de los legisladores en las actas de sesión de ese día. Votaron a favor 30 legisladores, 13 lo hicieron en contra, 1 se abstuvo y 1 fue nulo. Algunas personas expresaron la intención de su decisión, por lo que se intuye que Movimiento de Regeneración Nacional y sus aliados (Partido del Trabajo y Partido Verde Ecologista de México) fueron los principales defensores del dictamen, mientras que el rechazo pudo venir mayoritariamente del Partido Revolucionario Institucional, el Partido Acción Nacional y el Partido de la Revolución Democrática. La legalización aún está pendiente y sólo se tenían 180 días para hacerlo (los cuales ya vencieron). Los cambios fueron finalmente publicados con el decreto número 180 en el Periódico Oficial, sin ninguna objeción por parte de la gobernadora Evelyn Salgado Pineda, el día 20 de mayo para entrar en vigor un día después.
| Fecha de ingreso:                     | 12 de enero de 2022                                           |
| Promotores/as:                        | Diputadas y diputados del Movimiento de Regeneración Nacional |
| Comisiones revisoras:                 | De Justicia                                                   |
| Fecha de votación en el pleno:        | 17 de mayo de 2022                                            |
| Resultado de la votación en el pleno: | 30 a favor. 13 en contra. 1 abstenciones. 1 nulo.             |

| Partido | A favor | En contra | Abstención | Nulo |
| --- | ------- | --------- | ---------- | ---- |
| Anónimo. Probablemente: Movimiento de Regeneración Nacional Partido del Trabajo Partido Verde Ecologista de México        | 30      | -         | -          | -    |
| Anónimo. Probablemente: Partido Acción Nacional Partido Revolucionario Institucional Partido de la Revolución Democrática | -       | 13        | -          | -    |
| Anónimo | -       | -         | 1          | -    |
| Anónimo | -       | -         | -          | 1    |
| Total | 30      | 13        | 1          | 1    |

### El caso Adriana
Entre inicios de 2006 e inicios de 2014 se dio el caso de Adriana Manzanares, una mujer indígena me'phaa, originaría del municipio de Ayutla, quien fue encarcelada tras sufrir un aborto espontáneo al séptimo mes de su embarazo producto de una relación extramarital, mientras su esposo se encontraba trabajando en los Estados Unidos.
Adriana, con tan solo 19 años de edad, ya contaba con otros dos hijos. Decidió ocultar su embarazo hasta que fue inevitable hacerlo. Cuando su marido se percató y ella le confesó todo lo que había sucedido, tanto él como el padre de Adriana la golpearon y la abandonaron, por lo que tuvo que refugiarse con el padre de su hijo. Al verse con tantos problemas, experimentaba mucho estrés, por lo que tuvo un parto prematuro en su domicilio el día 17 de abril de 2006. A causa de la precariedad de la situación, el recién nacido cayo de sus brazos y murió por el golpe. Cómo estaba tan atemorizada, le dijo a su nueva pareja que el producto había nacido muerto y así ambos decidieron enterrar el cuerpo en una barranca cercana. Cuando la familia de Adriana se dio cuenta de que ella ya no estaba embarazada, un día después del incidente, trataron de saber que había pasado con el producto. Adriana, desesperada, nunca respondió a ningún cuestionamiento, por lo que la llevaron con el comisario ejidal de la comunidad, quien además era su tío. Una vez ahí, reunieron a un grupo de treinta personas para interrogarla; donde se encontraban familiares, policías y oficiales del Registro Civil. La insultaron, la humillaron y la apedrearon. Finalmente, la denunciaron ante el Ministerio Público.
Sin embargo, y como han documentado muchas organizaciones y colectivas feministas en muchos sucesos similares a lo largo del país, tanto las autoridades ministeriales como las y los jueces que intervinieron en este caso sólo revictimizaron, cometieron irregularidades y actuaron de manera perversa, sin ninguna perspectiva de género, bajo argumentos sexistas, misóginos y plagados de estereotipos. 
La averiguación previa inició el 19 de abril del mismo año. Adriana no es hispanohablante y nunca contó con un intérprete que la ayudara. Aun así, dos días después, tanto ella como su pareja fueron detenidos ante el Juzgado Mixto de Primera Instancia del Distrito Judicial de Allende como probables responsables del homicidio calificado en agravio del recién nacido. Posteriormente, el 27 y aún sin sentencia definitiva, ese mismo juzgado dictó auto de formal prisión en contra de ambos al considerar que el agravio era "contra la sociedad", por lo que fue trasladada al Centro de Reinserción Social (CERESO) de Chilpancingo. El Ministerio Público se ensaño con ella pues el 26 de agosto de 2008 solicitó que se interpusieran las penas correspondientes a un grado de reproche social que oscilara entre el medio y el máximo (pero más cercano a este último). Así, fue hasta el 30 de abril de 2009 cuando se le imputó a Adriana una condena de treinta y dos años de prisión por homicidio calificado con la agravante de premeditación, así como los montos necesarios para pagar "la reparación del daño" y gastos funerarios. No obstante, el 24 de noviembre de ese mismo año, la defensa presentó un recurso de apelación, por lo que el 27 de abril de 2010, la Primera Sala Penal del Tribunal Superior de Justicia del Estado de Guerrero reclasificó el delito. La sanción se redujo a veintidós años de prisión por homicidio en razón de parentesco. Su pareja, en cambio, obtuvo pronto la libertad.
El 5 de diciembre de 2011, el Centro de Investigación y Docencia Económicas (CIDE) junto al Centro "Las Libres" de Verónica Cruz tramitaron un amparo al considerar que desde el primero momento (con el comisariado ejidal) hubo violaciones en el debido proceso pues no había ninguna prueba válida en su contra y que inclusive algunas fueron obtenidas con engaños. El dictamen de necropsia, aunque emitido por un médico forense, no es confiable pues se desconoce si quien lo suscribe es especialista en ginecología o neonatología. Además, no se actuó de manera imparcial, no hubo una defensa adecuada y las supuestas declaraciones de Adriana para autoincriminarse nunca se pudieron corroborar con testimonios de personas que se encontraran en el lugar y momento de los hechos. Nadie podía confirmar que la caída del neonato sucedió de manera dolosa (como aseguraba la entonces Procuraduría General de Justicia del Estado de Guerrero) o fue más bien imprudencial ya que Adriana se encontraba sola cuando tuvo la emergencia obstétrica. Ambos interesados, el CIDE y "Las Libres", ya habían hecho lo mismo con éxito un año antes en casos similares en Guanajuato.
De esta manera, el asunto fue turnado al Primer Tribunal Colegiado en Materias Penal y Administrativa del Vigésimo Primer Circuito, con sede en Acapulco, el cual admitió la demanda el 19 de enero de 2012. El 10 de enero de 2012, el autorizado legal formuló la petición para que la SCJN atrajera el caso. Entonces, la discusión fue llevada a la Primera Sala donde se asignó al ministro Arturo Zaldívar Lelo de Larrea como ponente del proyecto, con el expediente AD 21/2012. Su análisis ocurrió el 22 de enero de 2014 y fue aprobado por cinco de los cinco ministros (Alfredo Gutiérrez Ortiz Mena, Jorge Mario Pardo Rebolledo, José Ramón Cossío Díaz, Olga Sánchez Cordero Dávila y el mismo expositor). Después de siete años, Adriana fue liberada de inmediato y decidió no regresar a vivir a El Camalote, el poblado de donde es originaria y donde sucedió todo.
La importancia de este caso se centra en el argumento de los peritajes poco fiables, sin rigor científico y con alto margen de error como la docimasia pulmonar hidrostática. Aquella prueba consiste en sumergir el cuerpo del feto en un receptáculo con agua y determinar si este nació vivo y logró respirar (cuando el cadáver flota o no). Por lo tanto, desde este momento ya no puede considerarse ni legítimo ni apropiado pues sólo obstaculiza el acceso a la justicia. Aun así, por una profunda ignorancia e ineptitud de muchas agencias ministeriales, se sigue utilizando en casos de aborto espontáneo o parto fortuito; lo que ha llevado erróneamente a la cárcel a muchas mujeres sobre todo empobrecidas y provenientes de comunidades indígenas.

### El caso María
En febrero de 2022, antes de la despenalización, se dio el caso de una niña indígena me'phaa de tan solo nueve años, originaría del municipio de Acatepec, a quien se le negó interrumpir su embarazo producto de una agresión sexual por parte de su primo. Algunos medios, tratando de salvaguardar la identidad y privacidad de la menor, la denominaron "María". El caso se volvió mediático pues "María" era huérfana y sobrevivía con sus abuelos; su madre había sido asesinada por un feminicidio y su padre se encontraba prófugo. Igualmente, un parto a esa edad y con ese grado de desnutrición desembocaría en la muerte de la menor.
Debido a que la NOM-046-SSA2-2005 y el Código Penal para el Estado Libre y Soberano de Guerrero establecen que la Interrupción Voluntaria del Embarazo (IVE) es un derecho de todas las víctimas en casos de violación (inclusive antes de la reforma de 2022), "María" podía ejercer esa prerrogativa en cualquier unidad médica del estado y en cualquier momento de la gestación. Además, ella contaba con la autorización por escrito del Ministerio Público Especializado en Justicia Penal para Adolescentes y con el apoyo de sus familiares para interrumpir su embarazo de casi doce semanas.
De esta manera, acudió al centro de salud de su localidad (de alta marginación), pero al carecer de la infraestructura y capacitación básica, fue remitida al Hospital General "Raymundo Abarca Alarcón", de la ciudad de Chilpancingo, donde el personal médico únicamente la regañó y le dijeron que regresara en ocho meses para que pudieran valorarla. No solo eso, obligaron a sus familiares a firmar un documento para que regresarán al centro de salud en su comunidad y ahí continuarán con el seguimiento de su embarazo. Ni la Secretaría de Salud de Guerrero (SESG) quiso ayudarla, pues al denunciarse el caso ante redes sociales, la institución emitió un comunicado asegurando que aquel 14 de febrero de ese mes, tanto a la niña como a su tía se les había brindado información eficiente, objetiva y veraz sobre los riesgos que conllevaría el procedimiento. Por lo que supuestamente ambas tomaron la decisión de no continuar retirándose del hospital. Sin embargo, los familiares siempre negaron esa versión.
El escándalo creció tanto que finalmente, tres días después del incidente, la menor fue recibida en el Hospital de la Madre y el Niño Guerrerense, también de la ciudad de Chilpancingo, donde pudo abortar. Fue hasta entonces cuando diversas instituciones gubernamentales locales se comprometieron en apoyar a esta niña. La Procuraduría de Defensa del Menor y la Familia (PDMF) a través del Sistema para el Desarrollo Integral de la Familia del Estado de Guerrero (DIF) aseguraron que otorgarían alimentación y otros gastos necesarios. La Secretaría de Asuntos Indígenas y Afromexicanos (SAIA) se pronunció por el acompañamiento y asesoría legal. Por último, la Secretaría de la Mujer (SEMUJER) refrendó dar asistencia social.
Lamentablemente, la revictimización que sufrió "María" ha sido constante en diversos casos similares a lo largo de México. Diversas colectivas y asociaciones feministas han denunciado que aún existe mucha resistencia en los hospitales públicos de varias entidades del país para interrumpir embarazos de manera legal en casos de agresión sexual. Viridiana Gutiérrez Sotelo, coordinadora del Observatorio Ciudadano de la Violencia hacia las Mujeres de Guerrero y promotora de la segunda Alerta de Violencia de Género por Agravio Comparado (AVGAC), documentó en 2021 por lo menos ocho casos en cuatro hospitales del estado:
- En julio, también en Chilpancingo, a otra joven me'phaa le dieron largas hasta que una médica, por su cuenta, le dio una pastilla para realizar el procedimiento.
- En septiembre, en Iguala, el DIF municipal intimidó a una niña de catorce años que contaba con denuncia ante el Ministerio Público para que continuara con su embarazo.
- En octubre, en Ayutla, se realizó acompañamiento a una adolescente de diecisiete años que tuvo que desplazarse hasta la Ciudad de México para ejercer su derecho a la IVE.
- También en octubre, otra vez en Chilpancingo, se hizo presión para que una niña de trece años (proveniente del municipio de Juan R. Escudero) pudiera abortar.
- En noviembre, en Taxco, otra niña de trece años que contaba con denuncia y autorización del Ministerio Público fue remitida a un centro de salud para que "no manchara la reputación del hospital".
- En diciembre, de nuevo en Iguala, se hizo presión para que una mujer de treinta años con discapacidad cognitiva pudiera interrumpir su embarazo.
- En Ometepec, sin especificar la fecha, una adolescente de dieciséis años acudió junto con sus padres al Ministerio Público a denunciar y a obtener la autorización. Pero una vez ahí, la agente le puso muchos obstáculos, trató de convencerla e incluso le ofreció adoptar al niño si decidía tenerlo. Como la joven seguía insistiendo en querer abortar, la hostigó y la amenazó con encarcelarla si descubría que no fue violada. Al final, se permitió la IVE, pero envió patrullas al domicilio de la chica hasta que le practicaron el procedimiento.

Por su parte, Neil Arias Vitinio, abogada del Centro de Derechos Humanos de la Montaña Tlachinollan (CDHM) ha documentado 4 casos similares:
- En 2020, en Acatepec, un funcionario público municipal abusó sexualmente de su vecina, una niña de doce años. La amenazó diciéndole que asesinaría a su madre y a su padre si lo delataba. El embarazo continuó y cuando se hizo evidente, a los cinco meses de gestación, la familia lo denunció penalmente. Sin embargo, el agresor sigue libre y la niña continuó con su embarazo debido a las creencias de sus padres.
- En 2019, en Cochoapa el Grande, se solicitó la intervención de la organización Católicas por el derecho a decidir para que una niña de trece años abortara en la Ciudad de México pues la menor tenía cinco meses de embarazo, más allá de las doce semanas que marcaba el Código Penal local antes de la reforma de 2022 (a pesar de que la NOM-046-SSA2-2005 no establece ningún límite para acceder a la IVE).
- En Alcozauca, sin especificar la fecha, el Ministerio Público autorizó el aborto de una joven hasta un mes después de haber presentado la denuncia. Posteriormente, cuando llegó al hospital, el personal no quiso atenderla hasta que el CDHM remitió un escrito explicando que la NOM-046-SSA2-2005 obliga a todos los hospitales públicos a atender a las víctimas de violación. Debido a la situación precaria de las unidades de salud de La Montaña, la joven tuvo que pagar ultrasonidos en clínicas particulares pues le exigían dar con exactitud el tiempo de gestación. Luego le informaron que la interrupción la haría un médico general porque no contaban con un ginecólogo. Tampoco recibió     atención psicológica, ni de prevención para evitar una enfermedad de trasmisión sexual.
- En Atlixtac, tampoco sin especificar la fecha, el Ministerio Público tardó hasta dos meses en autorizar el aborto de una mujer campesina que decidió seguir con el embarazo pues ya había pasado el plazo y ya había gastado mucho dinero.

### El caso Aurelia
Entre finales del 2019 y finales del 2022 se dio el caso de Aurelia García, una mujer indígena nahua, originaría del municipio de Arcelia, quien fue encarcelada tras sufrir un aborto espontáneo.
El embarazo de Aurelia fue producto de los muchos abusos sexuales cometidos por una policía de su comunidad, veinticinco años mayor que ella y el cual sigue libre. Tenía sólo diecinueve años y debido al profundo conservadurismo patriarcal y machista en su localidad, Xochicalco, Aurelia tuvo que huir a Iguala a vivir con una de sus tías y evitar así cualquier agresión o escarnio por parte de sus vecinos. Nunca tuvo cuidado médico ya que no supo que estaba gestando hasta el quinto mes. Además, presentaba desnutrición. Debido al racismo sistémico que impera en México, las comunidades originarias continúan siendo las más vulnerables ante la situación de desigualdad: sus vidas experimentan altos índices de precariedad y marginación. Aurelia recuerda que una semana antes del incidente inició un sangrado vaginal que no se detuvo. Esta condición empeoró rápidamente hacia un parto prematuro y un choque hipovolémico. Así, el 2 de octubre de 2019, la encontraron tirada en el piso de su casa sobre un charco de sangre, inconsciente y a punto de morir. El paramédico que la atendió, Jason Muñoz, asegura que su corazón era incapaz de bombear la sangre necesaria al resto de su cuerpo, que sus órganos estaban dejando de funcionar y que el feto se contaba ya sin vida, con una coloración morada por no haber recibido oxigenación durante mucho tiempo. Es decir, la emergencia obstétrica de Aurelia fue, muy probablemente, una consecuencia de la muerte fetal (el producto nunca nació vivo).
De nuevo, y como han documentado muchas organizaciones y colectivas feministas en muchos sucesos similares a lo largo del país; tanto el personal médico, la Fiscalía General del Estado de Guerrero (FGE) como las y los jueces que han intervenido en este caso se la han pasado revictimizado, cometiendo irregularidades y actuando de manera perversa, sin ninguna perspectiva de género, bajo argumentos sexistas, misóginos y plagados de estereotipos. 
En primer lugar, en el hospital donde la estabilizaron y le salvaron la vida, le colocaron un implante anticonceptivo sin su consentimiento. Así mismo, aún convaleciente, agentes de la Policía Ministerial de la FGE la esposaron de pies y manos para acusarla de homicidio en razón de parentesco. No hubo cronotanatodiagnóstico y la necropsia fue deficiente y no se apegó a ningún protocolo. El forense aseguró que el feto presentaba lesiones, pero nunca describió si ocurrieron antes o después de la muerte, o si se produjeron en el canal de parto (algo común en los partos fortuitos por las contracciones uterinas). Tampoco tomó fotografías de los procedimientos. La mayor parte del caso se basó en la prueba de docimasia pulmonar hidrostática, la cual no es para nada objetiva (amparo directo AD 21/2012 en el caso Adriana, también en Guerrero algunos años antes).
Dos días después, sin haber recibido el alta médica, fue trasladada al Centro de Reinserción Social (CERESO) de Iguala, aún sin condena pues los policías declararon que supuestamente la detuvieron en flagrancia, aunque nunca pudieron sostenerlo ni comprobarlo pues ella estuvo sola en el lugar y momento de los hechos (no hubo ningún testigo). De hecho, las aseveraciones de estos personajes han sido inconsistentes y cambiaron hasta cuatro veces. A pesar de lo anterior, se le inició rápidamente un proceso judicial sin que ella tuviera algún representante legal. Tampoco contó con asistencia de un traductor que le explicara sus derechos y como Aurelia no es hispanohablante, nunca entendió nada de lo que estaba sucediendo. La obligaron a aceptar un procedimiento abreviado, es decir, que asumiera su culpabilidad.
De esta manera, el 8 de julio de 2021 se le imputó una sentencia de trece años la cual fue apelada siete días después por abogadas y activistas del Instituto Mexicano de Derechos Humanos y Democracia (IMDHD) y la Red Guerrerense por los Derechos de las Mujeres: Verónica Garzón Trangay, Ximena Ugarte Bonetti y Ana Gabriela Candela. Entonces, el 17 de enero de 2022, la magistrada Indalecia Pacheco León ordenó la reposición del proceso por las evidentes violaciones al debido proceso. Por lo tanto, el 20 de enero de ese mismo año, las abogadas defensoras solicitaron el cambio de la medida cautelar para que se retirara la prisión preventiva oficiosa y así Aurelia pudiera seguir el proceso en libertad hasta que se llegara a la última audiencia. No obstante, eso nunca sucedió pues la jueza Mariela Alfaro Zapata argumentó que Aurelia era un "peligro para la comunidad" y que, además, al ser pobre, ella no tiene el dinero para dar una garantía monetaria. Es más, desde que el caso se volvió mediático, a finales de 2022, aquella jueza también se ha mostrado intransigente al negarse a tener reuniones virtuales con las abogadas defensoras que no viven en Guerrero y no pueden estar de manera presencial todo el tiempo. En algunas ocasiones, se ha intentado sin éxito dejar fuera a las manifestantes que apoyaban a Aurelia, aun cuando los juicios son públicos. Así mismo, tanto la FGE como esa jueza intentaron retrasar algunas audiencias argumentando que tienen otras actividades o que no contaban con asistentes técnicos expertos en medicina que pudieran rebatir lo que la defensa presentara.
En todo caso, la última audiencia de alegatos se dio el 19 de diciembre de 2022. Esta vez, las abogadas defensoras mostraron tres pruebas: el testimonio del paramédico, las fallas de la necropsia y el dictamen antropológico que demostraba la violencia de género estructural y sistémica que sufren las mujeres en la localidad de procedencia de Aurelia (la cual no les permite ejercer sus derechos a la salud, a la educación o al trabajo). Así, un día después, la juez Mariela Soraya Alfaro concluyó que no se pudo acreditar que ella cometiera el delito y por lo tanto quedó absuelta y libre desde aquella noche. Si la sentencia de Aurelia hubiera sido en otro sentido, la decisión iba a ser apelada ante el Poder Judicial del Estado de Guerrero. Inclusive, si se hubiera dado el caso de otra sentencia de prisión para ella, el presidente Andrés Manuel López Obrador señaló que pediría al Poder Judicial de la Federación que revisara el caso.
Cabe destacar que en la segunda audiencia del día 23 de noviembre de 2022, las abogadas de la defensa le habían preguntado al forense si este sabía que desde 2014 la SCJN había establecido que la docimasia pulmonar hidrostática no era una prueba médica confiable, sino meramente sugestiva con un amplio margen de error. Lamentablemente, la respuesta fue que no lo sabía, lo que demuestra que aún existe mucha ignorancia e ineptitud en muchas agencias ministeriales que están obstaculizando el acceso a la justicia de muchas mujeres y personas gestantes, sobre todo de origen indígena y de bajos recursos.

## Datos

### Estadísticas
Hasta la fecha y al igual que las otras entidades, a excepción de la CDMX, tanto la secretaría de salud como los servicios de salud del estado (SESG) aún no pública, de manera accesible y constante, información sobre el número de procedimientos (totales, por año o por unidad de atención), sobre las usuarias o los usuarios (procedencia, edad, nivel educativo, estado civil, ocupación, número de hijos o semanas de gestación) o sobre el tipo de procedimiento.
Únicamente, por datos obtenidos mediante solicitudes de transparencia elaboradas por el Grupo de Información en Reproducción Elegida, se sabe que hasta enero de 2023 sólo se han realizado 1 426 procedimientos.

### Unidades, procedimientos y requisitos
Hasta la fecha y al igual que las otras entidades, a excepción de la CDMX, tanto la secretaría de salud como los servicios de salud del estado (SESG) aún no ha facilitado la información sobre procedimientos, requisitos o unidades de atención.
Según el Directorio de Servicios de Aborto Seguro, programa federal a cargo del Centro Nacional de Equidad de Género y Salud Reproductiva (CNEGSR) y la asociación civil Ipas México, existen 5 unidades (hospitales o clínicas) pertenecientes al sistema de salud loca para atender los casos, los cuales son:
- Unidad de Partería Alameda, en la colonia Centro de la ciudad de Chilpancingo.
- Hospital General de Acapulco, en la colonia Los Mangos de la ciudad de Acapulco.
- Hospital Progreso CAAPS, en la colonia Progreso de la ciudad de Acapulco.
- Hospital General de Chilapa, en la colonia Centro de la ciudad de Chilapa.
- Hospital General "Dr. Jorge Soberón Acevedo", ubicado en la colonia San José de la ciudad de Iguala.

Y 2 unidades (hospitales o clínicas) del ISSSTE, los cuales son:
- Clínica Médico Familiar Acapulco, ubicado en la colonia Alto Progreso de la ciudad de Acapulco.
- Clínica Médico Familiar Iguala de la Indepencia, ubicado en la colonia Centro de la ciudad de Iguala.

También se han instalado otras clínicas privadas en las principales ciudades de la entidad.
Como indica la guía federal del Lineamiento Técnico para la atención del Aborto Seguro en México (siguiendo los estándares de la Organización Mundial de la Salud), en la actualidad, el legrado uterino instrumental se considera obsoleto, nocivo y está totalmente desaconsejado. En su lugar, los protocolos federales sugieren dos abordajes para interrumpir embarazos de manera segura y de calidad, siempre y cuando se realicen bajo las condiciones médicas correctas y en un contexto de legalidad:
- Aborto farmacológico, con el uso de mifepristona y misoprostol por diferentes vías (vestibular, vaginal o sublingual) ya sea combinado (ambas sustancias) o de manera individual (misoprostol únicamente). Ambos medicamentos provocan dilatación del cérvix y contracciones uterinas que contribuyen a la expulsión de su contenido. La dosis y vía de administración del tratamiento depende de las semanas de gestación o del antecedente de cirugías uterinas previas. Se considera no invasivo por lo que no necesita de un antibiótico profiláctico (previo a la intervención). En el régimen combinado (comparado con el individual) el tiempo para la resolución del aborto es menor (en horas o días) y suele haber menos molestias posteriores. Su éxito terapéutico podría disminuir conforme aumenta la edad gestacional. Antes de la semana 10, el procedimiento puede realizarse total o parcialmente autogestionado y con una asesoría o vigilancia mínima (ya sea por prestador/a de servicios de salud o por colectiva de acompañamiento). En cambio, entre la semana 10 y 12 se requiere mayor seguimiento y vigilancia por el personal especializado. Está contraindicado en presencia de inestabilidad hemodinámica y sepsis.
- Aborto quirúrgico, a través de la succión del producto con la ayuda de instrumentación médica de operación manual o eléctrica (como cánulas, tubos o bombas). Sí precisa de antibiótico profiláctico (previo a la intervención), así como de bloqueo paracervical y analgésicos. Las molestias posteriores serían mínimas y la resolución del aborto es inmediata. También es conocido como aspiración endouterina y es la primera elección cuando hay presencia de inestabilidad hemodinámica y sepsis.

Al tratarse de procedimientos médicos, se tiene la posibilidad de presentar pequeñas molestias que pueden controlarse satisfactoriamente si se toman las medidas preventivas y se sigue fielmente las recomendaciones del personal especializado. Estas pueden ser dolor cólico y sangrado transvaginal, ligeramente mayor a lo experimentado en una menstruación. La intensidad de lo anterior disminuirá de manera progresiva, aunque podría continuar en menor cantidad y de manera esporádica durante las primeras 4 a 6 semanas. También se puede experimentar algo de fiebre en las primeras 24 horas, la cual cederá con la ingesta de antipiréticos. Así mismo, para evitar el riesgo de infección, se deberán tomar medidas de higiene vaginal y no se recomienda tener relaciones sexuales en un periodo aproximado de dos semanas.
Igualmente, existe una pequeña posibilidad, y bastante infrecuente, de experimentar algunos riesgos. De esta manera, la o el paciente deberá buscar atención médica inmediata ante los siguientes datos de alarma: ausencia de sangrado o cantidad mínima de este (sobre todo entre las primeras 4 a 6 horas posteriores ya que puede indicar fallo en el procedimiento o un embarazo ectópico), un sangrado persistente y progresivo (que empape más de dos toallas higiénicas por hora durante dos horas consecutivas), secreción fétida, debilidad, mareo, reacciones alérgicas a algún medicamento (como exantemas o edemas faciales o bucales), así como fiebre o malestar general después de las primeras 24 horas.
En el primer trimestre, los procedimientos siempre deberían ser ambulatorios, por lo que pueden realizarse en cualquier unidad de primer nivel (centros de salud o clínicas familiares). En el segundo trimestre se requeriría de atención intrahospitalaria, por lo que pueden realizarse en cualquier unidad de segundo nivel (hospitales generales o regionales).
Así mismo, el Lineamiento Técnico para la atención del Aborto Seguro en México hace hincapié en dos leyes federales fundamentales: la NOM-046-SSA2-2005 y la Ley General de Víctimas (LGV). Estas dos últimas normatividades señalan que para acceder a la Interrupción Voluntaria del Embarazo (en caso de violación) no se necesita presentar denuncia previa ante el Ministerio Público o contar con la autorización de éste. Debido al principio de buena fe, el único requisito es una solicitud por escrito bajo protesta de decir la verdad, en la que se manifiesta que dicho embarazo es producto de una violación. El personal de los servicios de salud no está obligado a verificar el dicho de las y los solicitantes. Las personas menores de 12 años requieren autorización de madre, padre, tutor o representante legal. En cambio, las y los menores de edad, pero mayores de 12 años ya no necesitan de aquel permiso (pueden tomar la decisión de manera autónoma). Finalmente, ni la LGV ni la NOM-046-SSA2-2005 establecen límites gestacionales para hacer valer el derecho al aborto cuando existe una agresión sexual. La misma SCJN ha emitido sentencias que validan todo lo anterior (amparos en revisión AR-601/2017, AR-1170/2017, AR-438/2020 y AR-438/2020; controversias constitucionales CC 53/2016 y CC 45/2016).
Finalmente y posterior a la consejería, las y los pacientes tendrían que llenar y firmar formatos sobre el consentimiento informado pues representa el principal instrumento jurídico y ético para que la persona sea dueña efectiva de sus decisiones, como corresponde a su dignidad y autonomía. A través de este documento, las personas usuarias del servicio otorgarán o no su autorización para cada uno de los procedimientos (como la modalidad de abordaje o el método anticonceptivo posterior), las posibles alternativas o los probables riesgos. Así mismo, las y los pacientes tienen el derecho y facultad de poder revocarlo si así lo quieren. En caso de personas con discapacidad transitoria o permanente, el consentimiento informado debería ser suscrito por el familiar más cercano o el tutor / representante legal. En casos extremos, cuando no exista acompañante y la persona usuaria cuenta con una discapacidad, el personal médico (previa valoración y con el acuerdo de por lo menos dos profesionales) podrían otorgar el consentimiento informado.